# Sous le ciel de Novgorod
Sous le ciel de Novgorod est un roman historique écrit par Régine Deforges et paru en janvier 1989.

## Présentation
Il n'était pas dans les usages de la monarchie capétienne d'épouser une princesse venue de si loin, des confins de l'Europe. La princesse kievienne nommée Anne qui arrive dans un pays, une culture complètement inconnue pour épouser le roi Henri en l'an 1051.
On y suit le destin d'Anne de Kiev, une femme courageuse qui se débat dans une époque assez sombre aux rites étranges, minée par les guerres intestines dominées par les mœurs de la chevalerie, où se mêlent amours, jalousies et trahisons.

## Critiques
- « Une turbulente saga russe où ne manque aucun des ornements du grand roman historique à la Walter Scott chevauchées dans la neige, hordes de loups, monceaux de fourrures, princesses ardentes et trahies, dames d'atours, rois tiraillés entre les exigences de la politique et d'innombrables pulsions physiques, non moins impérieuses » (Irène Frain, Paris Match).
- « Aventures, amours contrariées, rivalités sanglantes, sabbats de sorcières à l'ombre des cathédrales... c'est le grand chambardement des âmes et de la fatalité tel que les aime Régine Deforges » (Françoise Ducout, Elle).

## Publications
- Sous le Ciel de Novgorod, Régine Desforges, éditions LGF – Livre de Poche, 379 pages,  (ISBN 2253054585)